# Whakatane (stad)
Whakatane is een stad met circa 18.000 inwoners in de regio Bay of Plenty in Nieuw-Zeeland. In het district Whakatane wonen nog eens 15.000 mensen, daarmee heeft Whakatane 33.000 inwoners.

## Geschiedenis
De Māori-nederzetting in dit gebied dateert van rond 1200. Volgens Māori-verhalen is Toi te Huatahi, ook wel Toi Kairakau genoemd, geland bij Whakatane, rond 1150, om zijn kleinzoon Whatonga te zoeken. Hij kon Whatonga niet vinden en besloot een pa te bouwen op het hoogste punt.
De regio rond Whakatane was belangrijk tijdens de Maori-oorlogen midden in de 19e eeuw.

## Industrie en toerisme

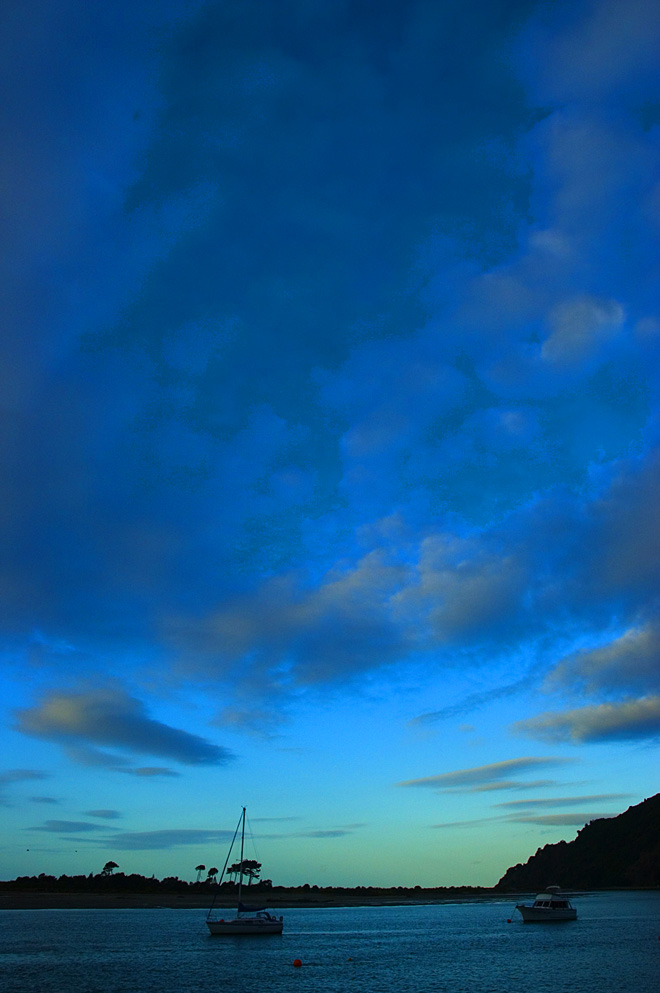
Haven van Whakatane

De belangrijkste industrieën van de stad zijn: bosbouw, melkveehouderijen, tuinbouw, visserij, toerisme en nijverheid. Whakatane is de toegangspoort tot White Island (Whakaari), de meest actieve vulkaan van Nieuw-Zeeland, ligt 48 kilometer ten noorden van Whakatane. Andere populaire toeristische trekpleisters zijn: zwemmen met dolfijnen, walvissen kijken, surfen, jagen en wandelen.